# Tetragnatha tristani
Tetragnatha tristani är en spindelart som beskrevs av Banks 1909. Tetragnatha tristani ingår i släktet sträckkäkspindlar, och familjen käkspindlar.
Artens utbredningsområde är Costa Rica. Inga underarter finns listade i Catalogue of Life.